# Quay Quarter Tower
La Quay Quarter Tower es un rascacielos situado en el 50 Bridge Street de Sídney (Australia). Construido con el nombre de AMP Centre en 1976, el edificio fue sometido entre 2018 y 2021 a una remodelación que incrementó su altura, introdujo voladizos, creó espacio de oficinas adicional, y modernizó su forma y su diseño. El AMP Centre fue reinaugurado con el nombre de Quay Quarter Tower a principios de 2022, y tiene 216 metros de altura y 54 plantas.

## Historia

### AMP Centre
La torre en su forma original, con el nombre de AMP Centre, fue completada en 1976 y tenía 45 plantas. Contenía espacio de oficinas comerciales y estaba hecha de hormigón, vidrio y acero. Fue diseñada por Peddle Thorp & Walker y construida por Mainline. Tenía una altura de azotea de 188 metros, que le hicieron el edificio más alto de Sídney en el momento de su finalización, título que mantuvo hasta la construcción del MLC Centre en 1977. Entre 2011 y 2017, la Autoridad Portuaria de Nueva Gales del Sur tuvo un radar en la cima del edificio para rastrear los barcos de carga del Puerto de Sídney.

### Quay Quarter Tower
En 2013, el estudio de arquitectura australiano BVN diseñó un plan maestro para el distrito Quay Quarter Sydney y una volumetría para una nueva torre que sustituiría al AMP Centre. Junto con AMP Capital y el Ayuntamiento de Sídney, BVN organizó un concurso de arquitectura para seleccionar el diseño de la torre, que fue denominada Quay Quarter Tower. El 24 de septiembre de 2014, se anunció el diseño ganador, del arquitecto 3XN, y BVN fue nombrado arquitecto ejecutivo para colaborar con 3XN y desarrollar su concepto de diseño para permitir su construcción. La aprobación del proyecto se completó en noviembre de 2015 y las obras empezaron a principios de 2018.
Multiplex fue designado contratista principal de las obras, que implicaban la reconstrucción y un nuevo revestimiento de todo el exterior del edificio, aumentar su altura, incorporar superficie adicional a las plantas y modernizar su forma y su fachada. La remodelación conservó el núcleo interior del AMP Centre, junto con el 66 % de sus pilares, vigas y forjados y el 95 % de sus paredes internas. Durante las fases iniciales de la construcción, la mitad norte del edificio original fue desmantelada, mientras el resto del revestimiento original fue retirado por completo. Posteriormente, se construyó una nueva sección norte para el edificio, uniéndola al núcleo y a la sección sur, que también fue revestida con una nueva fachada.
Tras su remodelación, la torre tiene una altura de 216 metros y 54 plantas, una configuración interior completamente nueva con el doble de superficie total y un nuevo diseño exterior con voladizos. Durante las obras, AMP, el inquilino principal, trasladó su sede al AMP Building situado en el 33 de Alfred Street, mientras el resto de inquilinos encontraron instalaciones en otros lugares de la ciudad. El edificio en su nueva forma, conocido como Quay Quarter Tower, fue coronado a principios de 2021 y completado a principios de 2022.
En noviembre de 2022, los arquitectos 3XN y BVN ganaron el Premio Internacional de Rascacielos por la Quay Quarter Tower, mientras en diciembre de ese mismo año fue nombrado edificio del año en el 15.º World Architecture Festival. En 2023, la torre recibió el premio del Council on Tall Buildings and Urban Habitat (CTBUH) al mejor rascacielos nuevo del mundo.
Es el primer rascacielos suprarreciclado, habiendo conservado el 68 % de la estructura del edificio preexistente.
Propiedad de los fondos de inversión AMP Capital Wholesale Office Fund, Dexus Wholesale Property Fund y Rest, entre sus inquilinos se encuentran AMP, Corrs Chambers Westgarth, Deloitte, EQT y Johnson Winter Slattery.